# Kompensator (Geodäsie)
Bei geodätischen Messinstrumenten ist ein Kompensator ein Bauteil zur automatischen Beseitigung von Fehlausrichtungen, vor allem zur Horizontierung.
- Der Höhenkompensator (auch Höhenindexkompensator genannt) dient in Theodoliten und Tachymetern zur automatischen Ausrichtung des Höhenindexes (Nullpunkt des Höhenkreises) in die Lotrichtung.
- Stehachskompensatoren beseitigen die Restneigung der Stehachse eines Theodoliten oder Tachymeters und somit dessen Stehachsfehler.
- Zielachskompensatoren richten bei automatischen Nivelliergeräten die Zielachse horizontal aus. Der unvermeidliche kleine Restfehler wird Horizontschräge genannt.